# 만호동
만호동(萬戶洞)은 대한민국 전라남도 목포시의 행정 구역이다.

## 개요
목포의 태동을 알리는 목포진영의 소재지로 조선조 세종 때 군사조직의 하나인 목포 만호진을 설치, 수군만호가 머물고 있었던 곳으로 목포진, 만호진으로 불리어 오다가 일제시대 목포대라고 불리었으며, 광복 후 행정조직 개편에 따라 만호진의 이름을 따서 만호동이라고 하였다.

## 연혁
- 1899년 남해안통의 일부 및 동해안통의 일부, 목포대의 일부, 본정통의 일부, 산수통의 일부, 무안통의 일부가 속함
- 1914. 12. 9 개정
- 1953년 1월 8일

목포대(만호동), 수정(수강동), 해안통(해안동). 경정(경동), 중정(중동), 금정(금동), 유정(유동), 항정(항동)을 합하여 만호동으로 명명
- 1997년 1월 1일 행정동 분합에 의해 만호동 전지역과 영해동 전지역을 통합하여 만호동으로 명명
- 2007년 7월 1일 행정구역 변경으로 기존 만호동 경동1가, 2가 지역 일부 유달동으로 편입되고, 기존 유달동의 만호동 전부, 대의동1가, 중앙동1가, 2가 지역 일부 만호동으로 편입

## 법정동
- 경동
- 금동
- 대의동 일부
- 보광동
- 만호동
- 복만동
- 산정동 일부
- 수강동
- 영해동
- 유동
- 중앙동 일부
- 축복동
- 항동
- 해안동
- 행복동

## 주요 시설
- 국립수산진흥원목포분소
- 목포상공회의소
- 국립목포검역소
- 목포해경 동명출장소
- 목포소방서항만 119안전센터
- 전라남도신안교육지원청